# Антропологія релігії
Антропологія релігії — напрям у культурній антропології, що включає в себе психологію релігії і соціологію релігії. Область досліджень даної дисципліни — архаїчні вірування в традиційних суспільствах, нові релігії, нові релігійні рухи, проблема співвідношення магії, релігії і науки. Антропологія релігії має міждисциплінарні зв'язки з іншими напрямками культурної антропології (психологічною антропологією, економічною антропологією, екологічною антропологією, медичною антропологією, антропологією мистецтва), а також за її межами. Антропологія релігії тісно пов'язана з різними напрямками релігієзнавства, вона вивчає такі питання як мислення і культури, ритуал і змінені стани
свідомості, взаємодія конфесійних аспектів поведінкових стереотипів в різних культурах, взаємовідношення норми і патології, регулятивна та психотерапевтична функції релігії.

## Визначення релігії
Незважаючи на зацікавленість наукової спільноти у вивченні релігії, єдиної антропологічної теорії релігії в даний час не існує. Не вироблена і загальноприйнята методологія для вивчення релігійних вірувань і ритуалів. Дослідники в даній області так і не змогли прийти до консенсусу ні з приводу визначення терміна «релігія», ні з приводу змісту цього терміну. Спроби дати визначення релігії, починаючи від сформульованого Е. Тайлором у 1871 році визначення релігії як «віру в духовні істоти» і закінчуючи більш складними визначеннями Кліффорда Гірца і Мілфорда Спіро, натрапили на серйозні заперечення. При цьому визначення К. Гирца виявилося самим впливовим в антропології релігії XX століття.
Визначення, дане К. Гірцем у 1973 році, звучить наступним чином: «релігія — це: (1) система символів, яка сприяє (2) виникнення у людей сильних, всеосяжних і стійких настроїв і мотивацій, (3) формуючи уявлення про загальний порядок буття і (4) надаючи цим уявленням ореол дійсності таким чином, що (5) ці настрої і мотивації здаються єдино реальними».

## Передумови розвитку антропології релігії

### Вчення про людину і релігії в Середні століття

#### Християнська традиція
Див. також: Антроплогія Біблійна
Накопичення антропологічних знань про релігії здійснювалося протягом довгого розвитку історії людського суспільства. Вже в епоху Середньовіччя ми бачимо постановку таких питань, які багато в чому визначать оформлення і прогрес антропології релігії як наукової дисципліни. Центральною проблемою середньовічної антропології релігії можна вважати питання про природну/придбану релігійність людини.
Воскресіння людини означає вторинне з'єднання душі і тіла, тому що душа людини безсмертна, а тому воскресне у власному сенсі лише тіло, схильне до земної смерті і стане нетлінним. Після неділі нечестиві і грішники будуть віддані вічному вогню, тоді як добрі люди будуть споглядати Бога.
Августин Аврелій, розробляючи вчення про первородний гріх, стверджує, що гріх Адама і Єви пошкоджує природу людини, і гріх — це не субстанція, а воля. Людина не просто здатна грішити, а і не здатна не грішити (див. трактати «De spiritu et littera» «De natura et gratia» і «Contra Julianum»).
Але людина може врятуватися. У справі порятунку провідна роль відводиться Церкви.
Учитель Церкви, Фома Аквінський «в „Сумі теології“ першим чітко розрізнив 2 види теології: філософську теологію, або „божественну науку“ (scientia divina), і богооткровенну теологію, або „святе вчення“ (sacra doctrina). 1-я користується природним світлом розуму, та сама природна теологія; 2-я, більш піднесена й досконала, звертається до світла божественного Одкровення».

#### Ісламська традиція
Питанням про природну чи набуту характер релігії людини задавалися не тільки західноєвропейські мислителі. Одним з найяскравіших представників філософії Сходу в період Середніх віків вважається Ібн Туфейль (1110—1185) (латинізоване ім'я — Абубацер). Як і багато арабські філософи Ібн Туфейль мав широкий спектр інтересів: займався медициною, математикою, астрономією і поезією. На жаль, єдиний твір Ібн Туфейля, що збереглася до наших днів, є «Повість про Хайе, сина Якзана» («Живий, син Безсонного»). У цьому трактаті розповідається історія Хая, сина Якзана, що виріс в природних умовах безлюдного острова. Особлива увага приділяється розвитку людського пізнання: переходу від чуттєвого пізнання до логічного і подальше єднання з Богом: «Бо розум, який мають на увазі він і йому подібні, є не що інше, як раціональна сила, обозревающая поодинокі почуттєво сприймані предмети з тим, щоб звести їх кількість до даної загальної ідеї, а розважливі люди, про яких кажуть вони, — це ті, хто якраз і практикують зазначений метод умогляду». Згідно цій роботі, людина здатна самостійно шляхом власних роздумів досягти вищого знання. Поетапний розвиток людського мислення від стадії емпіричного сприйняття до чистого інтуїтивного пізнання приведе людину до споглядання Абсолютного буття, доступного лише через самообмеження і старанну розумову роботу. Досягнення Єдиного є найвища мета і найзаповітніше бажання кожної людини, що прагне до пізнання істинного буття цього світу.

### Жан Боден про природну релігію
З плином часу термін «природна теологія» замінюється поняттям «природна релігія» (religio naturalis). Прийнято вважати, що ввів його Жан Боден у середині шістнадцятого століття в трактаті «Heptaplomeres sine colloquium de rerum sublimum areanis abditis» («Семичасний розмова про секрети вищих істин»), де відстоює право свободи совісті і толерантності. Будучи відомим теоретиком держави, він ставив інтереси держави вище релігійних і закликав до віротерпимості, називаючи природною релігією щось величне духовне, про що говорять віруючі, незалежно від своїх конфесійних уподобань.

### Антропологія релігії в епоху Просвітництва
Коли почалася в Англії в кінці XVII століття наукова революція, вона поступово поширила свій вплив на всі країни Європи: Францію, Німеччину, Голландію і т. д. Європа того періоду переживала неймовірний інтелектуальний підйом: висловлювалися ідеї, проголошували верховенство раціонального пізнання і відмова від традиційного конфесійного світорозуміння, популяризацію знань, вільнодумство, авторитет науки, важливість гуманізму і т. д. Важливо відзначити, що ідеологія епохи Просвітництва (XVIII ст.) була розроблена вже Дж. Локком, основні ідеї якого і заклали основу для подальшого розвитку філософії, побудованої на культі людського розуму. Найбільший внесок в розвиток науки внесло французьке Просвітництво в особі Вольтера (1694—1778), Ж.-Ж. Руссо (1712—1778), Д. Дідро (1713—1784), П. Гольбаха (1723—1789). Саме французька філософія Просвітництва і заклала основи для подальшого розвитку антропології релігії як самостійної дисципліни.

### Зародження етнології
Протягом багатьох століть практично у всіх куточках світу накопичувалися етнографічні знання про ближні і дальні сусідські народи. Етнографічні матеріали ми знаходимо вже у стародавніх народів Месопотамії, Єгипту, Персії. Вивченням інших народів займалися в Стародавній Греції і Стародавньому Римі. Події епохи Середньовіччя: масові хрестові походи, колонізація земель, активний місіонерський рух, порушили інтерес європейців до країн Арабського Сходу. Однак саме філософія епохи Просвітництва послужила основою для зародження етнології як самостійної дисципліни. Широке поширення отримала спадщина Ж.-Ж. Руссо, зокрема, ідея про «благородних дикунів». Таким чином, поступово людство накопичувало великий етнографічний матеріал, який і послужив фундаментом для розвитку самостійної науки про народи.
У зв'язку з цим, необхідно згадати про Джамбаттисте Віко (1668—1744), якого називають одним із батьків етнології. У своїй роботі «Підстави нової науки про загальну природу націй», що вийшов в 1725 р., Віко висунув ідею про поступальний розвиток людства, згідно з якою нація проходить через три визначених етапи. Цей перехід стосується всіх сфер життя суспільства. Особливо яскраво це показують релігія, державний устрій і мова. Так, наприклад, Віку Богів притаманна теократична форма правління, коли на чолі стоять священнослужителі, у Вік Героїв народом керує місцева знать, що говорить про аристократичні форми правління, спілкування відбувається за допомогою подібностей і аналогій, і, нарешті, останній період — Вік Людей, ера народного демократичного правління, де кожна людина має рівні права, люди говорять народною мовою. Так само не слід забувати, що кожному з цих трьох століть відповідає свій норов: в епоху Богів люди були релігійними, у Вік Героїв — гнівливими і нестриманими, а у Вік Людей кожна людина чесний і готова виконувати свій обов'язок перед державою та суспільством. Саме Вико заклав основу для формування цивілізаційного підходу до вивчення первісних суспільств. У своїх дослідженнях, він стверджує також, що первісним народам не чуже абстрагування і усвідомлення універсальних основ їх життя: первісні народи, в його очах, стають як би «дітьми» людського роду, здатними розвинутися до рівня сучасної йому цивілізованої людини.

### Д. Юм про природу людини і релігії
Англійська скептик Девід Юм в трактаті «Діалоги про природну релігію» і про природної теології, і про природної релігії. «Критика природною (або раціональної) теології — важлива частина логіки або вчення про пізнання».
А природною основою релігії він вважає страх і взагалі психологічну сторону людської особистості (в тому числі надію на уникнення того, що вселяє страх): «найкращий і навіть єдиний спосіб пробудити в кожній людині належну релігійне свідомість — це викликати у ньому правильні уявлення про людські лиха і людську порочність.»
Складно сказати, як Юм розумів душу, бо від відповіді на питання про існування душі, Бога і світу він вважав за краще в кращих традиціях агностицизму утримуватися.